# 2,4,6-Tris(allyloxy)-1,3,5-triazin
2,4,6-Tris(allyloxy)-1,3,5-triazin ist eine chemische Verbindung aus der Gruppe der substituierten Triazinderivate.

## Gewinnung und Darstellung
2,4,6-Tris(allyloxy)-1,3,5-triazin kann durch Reaktion von Cyanurchlorid und Allylalkohol in Gegenwart von Natronlauge gewonnen werden. Die Verbindung kann auch durch Umesterung von Trialkylcyanuraten mit Allylalkohol und Natriummethoxid dargestellt werden.

## Eigenschaften
2,4,6-Tris(allyloxy)-1,3,5-triazin ist ein brennbarer, schwer entzündbarer, gelber Feststoff mit stechendem Geruch, der sehr schwer löslich in Wasser ist. Er zersetzt sich bei Erhitzung über 150 °C. Sie polymerisiert beim Erhitzen und wird deshalb handelsüblich mit Hydrochinon als Stabilisator geliefert. Die Verbindung geht bei einer Temperatur von 100 bis 140 °C mit einer Reihe von Glycolen eine Umesterung ein.

## Verwendung
2,4,6-Tris(allyloxy)-1,3,5-triazin wird als trifunktionelle Vernetzungskomponente für die Herstellung von Thermoplasten aus Polyethylen, Chloriertes Polyethylen (PE-C), Polyurethane, Ethylen-Propylen-Dien-Kautschuk, von anderen Kautschuk-Produkten, Polyarylethern und von Kabelisoliermassen bzw. Beschichtungsmaterialien verwendet. Copolymerisate mit Methylmethacrylat ergeben harte Acrylglasplatten mit ausgezeichneten optischen Eigenschaften. Solche Kunststoffe besitzen eine erhöhte Wärmebeständigkeit, die kurzzeitig bis 200 °C und dauernd bis 150 °C verwendbar sind.